# Феодор II (патриарх Антиохийский)
Феодор II (греч. Πατριάρχης Θεόδωρος; умер 28 июля 976) — патриарх Антиохийский с 23 января 970 по 28 июля 976 года.

## Жизнеописание
23 января 970 года патриарх Константинопольский Полиевкт помазал Феодора II патриархом Антиохии. По прибытии в Антиохию он посетил монастырь Арсения, в котором было погребено тело Христофора I, убитого мусульманами 22 мая 967 года. Феодор перенёс тело святого патриарха Христофора в монастырь Святого Касьяна.
Феодор II умер 28 июля 976 года. Он был патриархом шесть лет, четыре месяца и пять дней.